# Richard Watson Howard
Richard Watson Howard, avstralski častnik, vojaški pilot in letalski as, * 9. oktober 1896, Sydney, † 22. marec 1918, Vermond.  	
Stotnik Howard je v svoji vojaški karieri dosegel 8 zračnih zmag.

## Odlikovanja
- Military Cross (MC)